# اتین لونوار
جین جوزف اتیِن لونوار (به فرانسوی: Étienne Lenoir) (زاده ۱۲ ژانویه ۱۸۲۲ -مرگ ۴ اوت ۱۹۰۰) مهندس بلژیکی که در سال ۱۸۵۹ میلادی باعث پیشرفت در فناوری موتور درون‌سوز گردید و همچنین مخترع خودرو نیز می‌باشد.